# Periopticochaeta pendula
Periopticochaeta pendula là một loài ruồi trong họ Tachinidae.